# 瓦尔斯莱班
瓦尔斯莱班（法語：Vals-les-Bains，法語發音：[vals le bɛ̃]）是法国阿尔代什省的一个市镇，属于拉让蒂耶尔区。

## 地名
该地名“Vals-les-Bains”发音为[vals le bɛ̃]，“Vals”中的字母“s”发音，《世界地名翻译大辞典》与《世界地名译名词典》将其误译作“瓦尔莱班”。

## 地理
瓦尔斯莱班（44°39'56"N, 4°21'58"E）面积19.2 平方千米，位于法国奥弗涅-罗讷-阿尔卑斯大区阿尔代什省，该省份为法国东南部内陆省份，北起顺时针与卢瓦尔省、伊泽尔省、德龙省、沃克吕兹省、加尔省、洛泽尔省和上盧瓦爾省接壤。
与瓦尔斯莱班接壤的市镇（或旧市镇、城区）包括：希罗勒、瑞维纳、拉贝居德、拉勒瓦德达尔代什、蓬德拉博姆、普拉德、圣昂代奥德瓦尔、圣于连迪塞尔、于塞勒、昂特赖格-阿斯佩尔若克谷地村。
瓦尔斯莱班的时区为UTC+01:00、UTC+02:00（夏令时）。

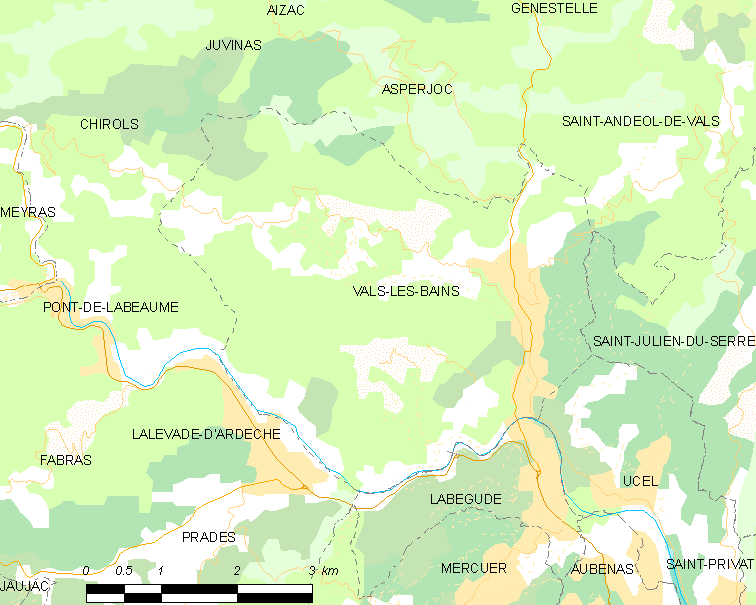
瓦尔斯莱班的OSM定位图

## 行政
瓦尔斯莱班的邮政编码为07600，INSEE市镇编码为07331。

## 政治
瓦尔斯莱班所属的省级选区为欧布纳第一县。

## 人口

1962-2008年间瓦尔斯莱班人口变化图示

瓦尔斯莱班于2022年1月1日时的人口数量为3479人。